# Outsourcing
Outsourcing (deutsch „Auslagerung“) ist in der Betriebswirtschaftslehre der Anglizismus für die Ausgliederung von einzelnen Funktionen, ganzen Organisationseinheiten oder Unternehmensprozessen in ein anderes Unternehmen. Pendant ist das Insourcing.
Outsourcing ist eine sprachliche Kontraktion aus out(side) und (re)sourcing. Das Outsourcing gehört neben dem Insourcing, Local Sourcing, Global Sourcing, Single Sourcing, Double Sourcing, Modular Sourcing, Backsourcing und System Sourcing zu den Beschaffungsstrategien (englisch sourcing strategies). Backsourcing setzt voraus, dass es vorher zu einem Outsourcing gekommen ist und die ausgegliederten Teile wieder eingegliedert werden. Backsourcing ist damit eine Unterart des Insourcing.
In Deutschland wird mit dem Begriff Outsourcing oft auch die Auslagerung von Arbeitsplätzen in kostengünstigere (weil häufig nicht tarifgebundene) Tochtergesellschaften oder in Niedriglohnländer assoziiert.

## Etymologie
Für den Ursprung des Wortes Outsourcing existieren zwei Erklärungen:
- Ableitung aus den englischen Begriffen out und source („von außerhalb beziehen“).
- Zusammenfassung des englischen Begriffs Outside resource using („Nutzung externer Ressourcen“) zu einem Neologismus.

Die zweite Erklärung ist fast ausschließlich in der deutschsprachigen Fachliteratur zu finden, wird jedoch als rein deutsche und fehlerhafte Erfindung kritisiert. Auch der Begriff selbst wird in der Literatur uneinheitlich benutzt. So verstehen einige Autoren jeglichen Fremdbezug von Leistungen als Outsourcing, andere wiederum nur den Fremdbezug von Leistungen, die einst unternehmensintern erstellt wurden. Ebenso wird Outsourcing auch teilweise nach dem sachlichen Inhalt definiert und nur der Fremdbezug von Dienstleistungen als Outsourcing betrachtet.
Gemeint sind alle Aktivitäten, die zu einer Verlagerung von Leistungs- oder Teilerstellungen nach außen führen.

## Begriffsumfang
Der Begriff wurde zunächst auf IT-Infrastruktur oder auf IT-intensive Prozesse angewendet und in den 80er Jahren im Zusammenhang mit großen EDV-Auslagerungsverträgen (Service Level Agreements) von General Motors (EDS) und Eastman Kodak bekannt. Seit dem Jahre 2000 nutzen ihn Dienstleistungs- und Produktionsfirmen aller Branchen.
Die Verlagerung der Leistungserbringung aus dem Unternehmen hinaus trat in größerem Umfang zunächst in den 1960er Jahren in der Industrie auf, die ihre Produktion an meist asiatische Auftragsfertiger auslagerte. Das Outsourcing begann mit technologisch leicht herzustellenden Produkten wie Textilien. Im Laufe der Zeit wurden immer anspruchsvollere Produktionsaufgaben an sogenannte „Contract Manufacturer“ ausgelagert. Im Produktionsbereich spricht man meist von „Verringerung der Wertschöpfungstiefe“ oder allgemein von „Value Networks“. Ein Beispiel sind die „Electronics-Manufacturing Services“ (EMS) oder „Mechanic Manufacturing Services“ (MMS) von so genannten Fertigungsdienstleistern. Ein anderes klassisches Beispiel für eine Auslagerung ist das Facilitymanagement.
Da der Übergang von Prozessen auch die Übernahme von Personal und Unternehmenswerten („Assets“) einschließt, ist die Grenze zu einer Unternehmensübernahme (Mergers & Acquisitions) fließend, insbesondere, wenn der übernommene Unternehmensteil eine eigene Rechtsform hat. Daher gilt die Kompetenz zur Integration und zum Management von Personal als ein zentrales Erfolgskriterium.
Outsourcing findet auch in Form von Joint Ventures statt – und zwar besonders im öffentlichen Sektor, in dem sich das Modell der Public Private Partnership (PPP) etabliert hat (siehe z. B. Toll Collect, WIVERTIS). Eine Variante des Outsourcings in Konzernen ist die Gründung einer „Shared Services“-Organisation. Hier obliegen die Governance-Verantwortung und die Aussteuerung dem jeweiligen Dienstleister. Arbeitsschritte können auch direkt an den Kunden übertragen werden, zum Beispiel der Selbsttransport der Möbel bei IKEA oder das Aufreißen der Großverpackung bei Discountern wie Aldi.
Seit einigen Jahren kommen vornehmlich im öffentlichen Sektor Markttestverfahren zur Anwendung, durch die es zum systematischen Marktvergleich von betriebsinternen (Sekundär-)Leistungen bzw. In-house-Leistungen kommt. Das Markttestverfahren stellt ökonomische Kriterien bereit, die als Grundlage für Outsourcing- aber auch Insourcing-Entscheidungen dienen können.

## Formen des Outsourcings
Allgemein sind folgende Grundformen des Outsourcings denkbar:
- Ausgliederung (Betriebsübergang, Teilbetriebsübergang)
- Kooperation

Beispiele:
- Unternehmensinternes Outsourcing:
  - Innerhalb eines Konzernes an andere Betriebe (Wegfall nur für den abgebenden Betrieb)
  - Ausgründung in ein eigenes Unternehmen (z. B. GmbH)
  - Fremdvergabe im eigenen Betrieb (Leiharbeit etc.)
- Unternehmensexternes Outsourcing:
  - Vergabe an Fremdfirmen (Leistungserbringung im Unternehmen)
  - Vergabe an Fremdfirmen (regional)
  - Vergabe an Fremdfirmen (global)

Spezielle Arten des Outsourcings werden unterschieden, wobei die Definitionen erheblich variieren; so sind Outtasking und Selective Outsourcing häufig synonym:

### Outtasking
Beim Outtasking übernehmen externe Dienstleister einzelne Aufgaben. Anders als beim BPO (Business Process Outsourcing) behält das auftraggebende Unternehmen die Prozesskontrolle wie Personalverantwortung oder Assets. Es vergibt nur einzelne Funktionen. Typischerweise gehen Aufgaben („tasks“) in Software-Entwicklung, Datenverarbeitung, Webdesign, Internetrecherche, Digitalisierung von Dokumenten, Erstellung von Folienpräsentationen, Übersetzung von Texten etc. – z. B. an Unternehmen in Indien (offshoring) oder in die Slowakei (nearshoring). In der Unternehmensberatungsbranche verstärkt sich der Trend, Folienpräsentationen, Dateneingabe und Internetrecherchen nach Indien und Rumänien – (also in Niedriglohnländer) – auszulagern, um die Produktivität signifikant zu steigern.

### Selective Outsourcing
Beim Selective Outsourcing werden spezielle Teile eines Bereiches an ein Drittunternehmen vergeben. Das primäre Ziel ist meist nicht Kosteneinsparung, sondern etwa die Kompensation mangelnden Wissens oder mangelnder kritischer Masse im Unternehmen. Führt ein Unternehmen z. B. eine IT-Applikation ein, ist dies oft der Anlass, den Betrieb dieser Lösungen an ein Drittunternehmen zu vergeben und das Spezialwissen nicht aufzubauen.

### Transitional Outsourcing
Beim Transitional Outsourcing überträgt ein Unternehmen einen Prozess während eines Technologiewechsels an einen Dienstleister mit Kompetenzen in der Ist- und zugleich in der Ziel-Technologie.

### Comprehensive Outsourcing
Beim Comprehensive Outsourcing (auch: Complete Outsourcing) wird ein ganzer Unternehmensbereich ausgelagert, beispielsweise übergibt ein Unternehmen die EDV an einen IT-Dienstleister für eine Vertragslaufzeit von 10 Jahren. Dabei wechseln nicht nur die „Assets“, sondern auch große Teile der betroffenen Belegschaft in das Drittunternehmen.

### End of Life-Fertigung
Die End of Life-Fertigung ist eine spezielle Form des Outsourcings. Hier werden Produkte, die sich am Ende ihres Lebenszyklus befinden und daher nur noch in kleineren Stückzahlen gefertigt werden, an Produktionsdienstleister übergeben. Diese übernehmen in diesem Stadium des Produktlebenszyklus, d. h. vom Übergang der Serienproduktion bis zur Abkündigung (Nachserienphase), für die Originalhersteller die Auslauf- und Ersatzteilproduktion.

### Application Service Providing (ASP)
Beim Application Service Providing (ASP) werden Dienstleistungen wie der Betrieb von ICT-Applikationen (ERP, CRM, MS Office, E-Mail etc.) aus einem externen Datacenter den Unternehmen an ihrem Standort zur Verfügung gestellt. ASP nutzt die Technik von Server-Based-Computing. In den Unternehmen stehen nur noch Geräte für die Erfassung und Darstellung der Ergebnisse. Alle Verarbeitungen, Wartungs- und Unterhaltungsarbeiten sowie die gesamten Datensicherungen erfolgen zentral im Datacenter.

### Cloud Computing
Seit einigen Jahren wird der Begriff Cloud Computing als eine weitere Evolution des Outsourcings definiert. Entgegen oftmaliger Behauptung handelt es sich bei „Cloud“ nicht um eine komplett neue Form der Zusammenarbeit. Auch in der „Cloud“ werden Server- und Storageleistungen über ein Netzwerk dem potentiellen Kunden angeboten. Soweit also kein essentieller Unterschied zum klassischen IT Outsourcing. Darüber hinaus zeichnet sich „Cloud Computing“ aber durch höhere Skalierbarkeit, meist geringere Kosten auf Basis von Pay-per-Use Preismodellen und dramatisch schnellerer Bereitstellung von Resources aus.
Als Nachteile werden die weniger flexiblen Dienstleistungsarten und die teilweise intransparente Leistungserbringung (z. B. bzgl. der Lokation von Daten) angeführt. Als eine vorteilhafte Mischform spricht man deshalb auch gerne von der sogenannten „Hybrid Cloud“, welche die Vorteile beider Welten (On Premises und Cloud) zusammenführt.

### Business Transformation Outsourcing / Transformational Outsourcing
Business Transformation Outsourcing / Transformational Outsourcing meint die integrale Verbindung von Business Consulting und Outsourcing. Ein übernommener Unternehmensteil oder -prozess wird nach „Best-in-Class“-Methoden reorganisiert und dann entweder betrieben, rücküberführt oder im Ausland verwaltet. Im Gegensatz zu klassischem Business Consulting übernimmt der Dienstleister Verantwortung für die Realisierung der identifizierten Optimierungspotentiale. Eine Zwischenform zwischen Transformational Outsourcing und Business Process Outsourcing diskutiert man zum Teil auch unter dem Stichwort „Business Innovation and Transformation Partner“ (BITP). Teilweise wird das Business Transformation Outsourcing fälschlicherweise auch als Next Generation Outsourcing bezeichnet.

### Next Generation Outsourcing
Next Generation Outsourcing zielt auf eine durchgängige Trennung zwischen den Geschäftsprozessen der Fachbereiche und der Unterstützung dieser durch IT-Leistungen bzw. IT-Services ab. Beim NGO verläuft die Sourcing-Schnittstelle daher nicht mehr zwischen IT-Abteilung und IT-Dienstleister, sondern zwischen dem Fachbereich und einem IT-Produktlieferanten (meist in Form eines Generalunternehmers). Die Vertragsgestaltung bezieht sich konsequenterweise auch nicht mehr auf technische Liefereinheiten, sondern auf die Konformität und Qualität bei der Unterstützung der Geschäftsprozesse. In Deutschland wird diese Form des Outsourcings aktiv vom Branchenverband der IT-Industrie, dem Bundesverband Informationswirtschaft, Telekommunikation und neue Medien (BITKOM) gefördert (siehe auch Abschnitt Literatur am Ende des Artikels).

### Business Process Outsourcing
Beim Business Process Outsourcing geht ein ganzer Unternehmensprozess an ein Drittunternehmen. Beispielsweise lässt sich der Unternehmensprozess Einkauf auslagern, das heißt, das Drittunternehmen verhandelt und besorgt für den auslagernden Betrieb beispielsweise günstigere Konditionen bei der Beschaffung. Weitere Beispiele sind HR-Management, Payroll-Processing, Anrufannahme oder Transaktions-Banking. Oft handelt es sich um IT-intensive Prozesse, die an entsprechend spezialisierte Dienstleister abgegeben werden.

### Knowledge Process Outsourcing
Im Vergleich zum Business Process Outsourcing werden im Knowledge Process Outsourcing (KPO) komplexere und arbeitsintensivere Aufgaben ausgelagert. KPO-Dienstleister beschäftigen Mitarbeiter mit speziellen Kenntnissen und genauem Wissen einer bestimmten Domäne, Technologie oder Branche. Das Expertenwissen und die hochwertige Ausbildung der Mitarbeiter stellen den wesentlichen Unterschied zum Business Process Outsourcing dar. Typische Aufgabenbereiche die von Unternehmen an KPO-Dienstleister ausgelagert werden, sind unter anderem Marktforschung, Business Research, juristische Dienstleistungen, Intellectual Property Services und medizinische Dienstleistungen. Auch kreative Prozesse wie Design oder Animation können von KPO-Dienstleistern übernommen werden.

### Out-servicing
Beim Out-servicing werden in Anlehnung an das Business Process Outsourcing Geschäftsprozesse oder Aggregationen von Geschäftsprozessen ausgelagert, die nach dem Paradigma serviceorientierter Architekturen (SOA) gestaltet wurden. Hierbei können Services – gekapselte, wiederverwendbare und lose koppelbare betriebliche Funktionseinheiten – in unterschiedlichen Feinheitsgraden, d. h. sehr fein als Elementarfunktion und gröber als gesamthafter Geschäftsprozess ausgelagert werden. Out-servicing kann als Outsourcing oder Out-tasking unter Anwendung der Paradigmen des SOA verstanden werden.

### Out-Sourcing (gelegentlicher Sprachgebrauch)
Teilweise wird im deutschen Sprachraum der Begriff Out-Sourcing auch als Synonym für Spin-off (Auslagern von Unternehmensteilen in die Eigenverantwortung) verwendet. Dies ist streng genommen falsch, da es sich um zwei unterschiedliche, nicht zwangsläufig aufeinanderfolgende Schritte handelt.

### Managed Services
Bei Managed Services werden Leistungen, die dem Informations- oder Kommunikationsbereich zugeordnet werden, für einen fest definierten Zeitraum von einem spezialisierten Anbieter über einen Rahmenvertrag bereitgestellt. Die im Vorfeld definierten Leistungen können dann vom Kunden zu jeder Zeit nach Bedarf abgerufen werden.

### On Site Management
Beim On Site Management handelt es sich um die Übernahme der Funktion einer Abteilung oder eines Betriebsteils des Kundenbetriebes in den Räumen des Kunden durch einen externen Dienstleister unter teilweiser oder vollständiger Beibehaltung der vorhandenen Ressourcen.
Dabei können im Gegensatz zum reinen Outsourcing Produktionsmittel und/oder Personal des Kundenbetriebes im Einsatz bleiben. Hier wird also nicht z. B. die gesamte Abteilung aus dem Betrieb ausgegliedert, sondern vorrangig die Organisation ggf. unter Nutzung zusätzlicher externer Ressourcen im Bedarfsfall. Im Gegensatz zum Projektmanagement oder dem Management auf Zeit (Interims-Management) wird hier durch eine langfristige oder dauerhafte Übernahme eine Verbesserung der Leistung oder eine Reduzierung der Kosten durch Nutzung von Synergien bei dem Dienstleister angestrebt.
Beispiele:
- Übernahme des innerbetrieblichen Werksverkehrs durch eine Spedition (Nutzung Versandabteilung und Stapler, Unterstützung durch Mitarbeiter, Stapler, LKW und EDV der Spedition im Bedarfsfall)
- Übernahme von Funktionen der Buchhaltung durch einen Steuerberater (Nutzung der EDV / Buchhaltung, Unterstützung durch Mitarbeiter und EDV des Steuerberaters vor und nach Übergabepunkt der Buchhaltung)
- Übernahme von Funktionen der Personalwirtschaft durch einen Personaldienstleister (Koordinierung und Einsatz von eigenem und Fremdpersonal)

Da Stamm- und Fremdbelegschaft häufig in gleichen Räumen gleiche Aufgaben bei unterschiedlicher Bezahlung leisten, kann dies zu Missstimmung und negativen Motivationseffekten führen.

### Vertriebsoutsourcing
Ziel des Vertriebsoutsourcings ist es, einerseits die Kosten des Vertriebs zu variabilisieren und andererseits durch den Einsatz erfahrener Vertriebsprofis die Umsätze und Margen nachhaltig zu steigern. Häufig wird der Vertrieb in die einzelnen Prozessschritte unterteilt (telefonische Kaltakquise/Terminvereinbarung bei Entscheidern, Terminwahrnehmung, Vertragsabschluss, Kundenbetreuung etc.). Es gibt spezialisierte Dienstleister, die die einzelnen Vertriebsschritte übernehmen und so ein partielles oder auch vollständiges Outsourcing der Vertriebsaktivitäten ermöglichen. Hierbei werden in der Regel erhebliche Kostenvorteile und Umsatzzuwächse realisiert.

## Anwendungsfelder

### Outsourcing in Kredit- und Finanzdienstleistungsinstituten
Gemäß Vorgaben der Mindestanforderungen an das Risikomanagement (MaRisk) gelten strenge Vorgaben, welche Bereiche und unter welchen Voraussetzungen Kredit- und Finanzdienstleistungsinstitute in Deutschland Bereiche des Unternehmens outsourcen können. Die MaRisk unterscheiden dazu zwischen wesentlichen und unwesentlichen Auslagerungen. Die Institute müssen im Rahmen einer eigenen Risikoanalyse die Wesentlichkeit der Auslagerung bestimmen. Die Risiken sind angemessen zu steuern und die Ausführung der Aktivitäten und Prozesse ordnungsgemäß zu überwachen.
Eine Besonderheit ergibt sich für Banken und Versicherungen auch in umsatzsteuerlicher Hinsicht. Die Dienstleistung des Outsourcinganbieters unterliegt der Mehrwertsteuer. Da aber Banken und Versicherungen in ihrem Kerngeschäft nicht der Umsatzsteuer unterliegen, können sie die gezahlte Steuer nur im Rahmen des Bankenschlüssels als Vorsteuer geltend machen, es sei denn es ist ihnen möglich bzw. wirtschaftlich sinnvoll, in komplexen Verfahren die Eingangsleistungen konkreten Ausgangsleistungen zuzuordnen, die sie Kunden mit Mehrwertsteuer in Rechnung stellen.
Um dennoch ein Outsourcing möglich zu machen, wurden die Outsourcingleistungen durch das Bundesfinanzministerium auf dem Verwaltungswege von der Mehrwertsteuer befreit. Diese Entscheidung, die einer gesetzlichen Regelung vorgreifen sollte, wurde vom Bundesrechnungshof  kritisiert, da keine Rechtsgrundlage bestünde. Zwei Gesetzgebungsverfahren der Bundesregierung und des Bundesrates, Bank- und auch Versicherungsoutsourcing von der Mehrwertsteuer zu befreien, verliefen im Sande.

### Outsourcing von IT-Dienstleistungen/Online Outsourcing
Online Outsourcing ist die internetbasierte Version von Outsourcing, der Auslagerung einer Abteilung beziehungsweise eines Arbeitsbereichs an ein Drittunternehmen.
Bei Online Outsourcing werden hauptsächlich IT-Dienstleistungen und Marketing-Aufgaben ausgelagert, welche über das Internet erbracht werden können. Hier sind als Beispiele Programmier- und Webdesignaufträge, Multimedia-Produktionen, Erstellung von Unternehmenslogos und Signets sowie die Suchmaschinenoptimierung zu nennen. Aber auch Unternehmensservices wie Übersetzungsarbeiten, Recherchetätigkeiten und das Verfassen von Artikeln werden ausgelagert.
Kleine und mittelständische Unternehmen (KMU) ohne eigene Entwicklungsabteilung sowie Unternehmen mit Auslastungsspitzen haben die Möglichkeit, z. B. für ihre Softwareentwicklungsprojekte zeitnah über eine Online-Börse im Rahmen einer Ausschreibung einen verfügbaren Dienstleister zu finden.
Das Deutsche Institut für Normung (DIN) hat 2010 eine DIN-Spezifikation für das Outsourcing technologieorientierter Dienstleistungen veröffentlicht (DIN SPEC 1041).

### Outsourcing in Niedriglohnländer
Bisweilen nutzen Unternehmen das Outsourcing zum gleichzeitigen Offshoring, um Arbeitsplätze von ihren ursprünglichen an kostengünstigere Standorte – in der Regel in Niedriglohnländer – zu verlegen. Je nach geographischer Ausrichtung wird dies als Nearshoring oder Offshoring bezeichnet. Ein Beispiel hierfür ist die Auslagerung der IT-Anwendungsentwicklung nach Indien oder in Länder wie die Slowakei, Belarus, Ungarn, Rumänien, Ukraine oder Bulgarien. Das Outsourcing in der IT-Entwicklung hat meist Kostengründe; in den genannten Staaten gibt es überdies eine hohe Anzahl an gut ausgebildeten und hochqualifizierten IT-Spezialisten, so dass eine Maßnahme gegen Fachkräftemangel mitgespielt haben kann.
Die Erfahrung zeigt jedoch enorme Aufwände für Kommunikation und Abstimmung zwischen Auftraggeber und Auftragnehmer, so dass Outsourcing in Billiglohnländer zumindest in der Projektarbeit zurückgeht.
Entsprechend werden inzwischen von Serviceprovidern hybride Modelle bevorzugt, die dann unter Rightshoring oder Best-Shoring firmieren. Hierbei werden kundenintensive Bereiche nahe beim Kunden belassen, Hintergrundtätigkeiten innerhalb des Outsourcingunternehmens werden jedoch dann in entsprechende Länder mit günstigeren Arbeitsplatzkosten verlagert. Dadurch wird das Risiko der Kulturunterschiede eher gemindert.
Derzeit leiden Outsourcingprojekte in den Billiglohnländern unter einer hohen Fluktuation der Mitarbeiter und steigenden Löhnen in diesen Ländern. Für den Auftraggeber steigen damit die Projektrisiken stark an.
Das Outsourcing verschiebt sich zum Beispiel auch innerhalb Chinas künftig weiter in das Landesinnere, wo sehr viele mögliche Arbeitskräfte zur Verfügung stehen, wenn an der Küste die Löhne steigen. Noch exportiert der deutsche Maschinenbau, allerdings wird geschätzt, dass das eigene Know-how das in zirka vier Jahren überflüssig macht.
Eine entscheidende Weiterentwicklung des Outsourcing-Gedankens ist die Entwicklung neuer Preis- und Deliverymodelle, die eine bedarfsgerechte Nutzung der bezogenen Leistungen ermöglicht (bekannte Schlagworte sind z. B. „Cloud Computing“, „On demand“, „Pay per use“, „Business Flexibility“ oder „atmende Infrastruktur“).

## Beurteilungen von Outsourcing

### Gründe für Outsourcing

#### Hintergründe
Die seit den 1990er Jahren vor allem im angelsächsischen Raum populäre Vorgehensweise soll vor allem Geschäftsprozesse rationalisieren, Prozesskomplexität reduzieren, Management-Kapazitäten freisetzen, das Unternehmen flexibilisieren und auf das Kerngeschäft fokussieren (englisch „Do what you can do best – outsource the rest“). Teure oder selbst nicht effizient ausführbare Aufgaben, die neben dem Kerngeschäft liegen, gibt das Unternehmen an spezialisierte Dienstleister ab. Meistens wird ein Outsourcing aus Kosten- oder bilanzierungstechnischen Gründen vorgenommen (Vermeidung hoher Investitionen und Mittelbindung, Verbesserung von Kreditratings etc.). Eine aktuelle Form der Kostensenkung ist das sogenannte Offshore-Outsourcing (siehe unten). Die Auslagerung kann auch Qualitäts-, Sicherheits- und Know-how-Gründe haben, oder aus einem schnellen Wachstum des Unternehmens resultieren. Outsourcing ist dann eine Make-or-buy-Entscheidung. Beispielsweise wird der Betrieb der IT-Infrastruktur oft an kompetente IT-Dienstleister übertragen. Risiken eines Ausfalls trägt somit teilweise das Drittunternehmen.

#### Strategische Entscheidungsgründe für Outsourcing / ASP
- Höhere Konzentration auf die eigenen Kernkompetenzen
- Mangel an Know-how oder qualifizierten Mitarbeitern
- Höhere Leistung und bessere Performance
- Optimale Skalierbarkeit
- Geringere Kapitalbindung durch die Umwandlung von fixen in variable Kosten
- Kosteneffektivität / Kostenreduktion durch geringere Total Cost of Ownership
- IT-Kosten klar kalkulierbar
- Mobilität der Arbeitsplätze und Daten
- Schnellere Reaktion auf Veränderungen
- Keine eigenen Investitionen (Software, Hardware, neue Technologien)
- Klar definierte Ansprechpartner
- Einfachere Clients, verlängerter Lebenszyklus der aktuellen installierten Clients
- Produktivitätsgewinn beim Endbenutzer

#### Einsparungspotential bei Outsourcing / ASP
- Günstigere Arbeitskraftkosten aufgrund Fokussierung und Spezialisierung der Arbeitskräfte
- Günstigere Arbeitskraftkosten beim Service-Provider aufgrund von Standortvorteilen, z. B. in Polen oder Indien[13]
- Wegfall der externen Wartungs- und Unterhaltskosten der eigenen Serverinfrastruktur
- Wegfall der laufenden Softwareassurance beim ASP-Software-Lizenzmodell
- Klar limitierte Betriebs-Gesamtkosten budgetierbar pro User und Monat
- Tiefere TCO (Total Cost of Ownership) durch den Einsatz der ServerBasedComputing-Technik
- Betreuungs- und Supportaufwand für den Betrieb der Server
- Raumkosten für Serverraum
- Kosten für Datensicherung und externe Auslagerung entfallen
- Vermeiden von Folgeinvestitionen in Hardware, Software und Support
- Nutzen durch vereinfachten Zugang zu den Anwendungen via Remote-Access durch berechtigte Benutzer
- Vermeiden der allenfalls lokal nötigen Investitionen in Sicherheit und Datenschutz

### Wirtschaftliche Bedeutung
Der IT-Outsourcing-Markt hat in Deutschland ein Volumen von rund 8–10 Milliarden € (non-captive, d. h. durch nicht-konzernzugehörige Dienstleister). Das durchschnittliche Marktwachstum (CAGR) von 2002 bis 2008 beträgt etwa 10–12 Prozent. Während der Fokus zunächst auf infrastruktur-orientiertem Outsourcing lag, wachsen aktuell, von geringer Basis ausgehend, vor allem anwendungs- und prozessorientierte Formen des Outsourcings: So Application-Management durchschnittlich um etwa 30 %, Business Process Outsourcing sogar um 35–38 %. Im Jahr 2008 wird der Markt für BPO nach Analystenschätzungen bereits über 1 Milliarde € groß sein. Er ist Teil der Globalisierung von Unternehmensstrukturen.

### Wirtschaftlichkeit von Outsourcing-Projekten
Die Wirtschaftlichkeitsberechnung sollte die Basis jeder IT-Outsourcing-Entscheidung sein. Die tatsächliche Entwicklung im Projekt sollte mit den Annahmen der Wirtschaftlichkeitsberechnung kontinuierlich abgeglichen werden, um mögliche Abweichungen aufzudecken. In der Praxis werden jedoch kaum Berechnungen der Wirtschaftlichkeit durchgeführt. Laut einer Studie der Warwick Business School hat weniger als die Hälfte der befragten CIOs versucht, die Wirtschaftlichkeit von IT-Outsourcing zu quantifizieren. Nur ein Fünftel der CIOs, die Wirtschaftlichkeitsberechnungen durchführten, vertraute dem Ergebnis.
Die Berechnung der Wirtschaftlichkeit eines Outsourcing-Vorhabens basiert auf zahlreichen Parametern und einem komplexen Modell und ist entsprechend aufwendig.
Mehr als die Hälfte der Outsourcing-Beziehungen in Deutschland mit einem Vertragsvolumen von drei Millionen Euro oder mehr erfüllt die in sie gesetzten Erwartungen nicht.

### Risiken, Probleme und typische Fehler bei der Umsetzung
Outsourcing-Projekte werden manchmal unter falschen Vorzeichen initiiert. Manchmal wird keine objektive Wirtschaftlichkeitsrechnung durchgeführt. Eine umfassende Wirtschaftlichkeitsrechnung berücksichtigt nicht nur die Kosten, die der Dienstleister in Rechnung stellt, sondern alle relevanten Kosten, wie z. B. mögliche Kosten der retained Organisation oder für die Beendigung eines Projekts.
Weitere Problemfelder sind:
- Die Qualität der ausgelagerten Prozesse, die nur indirekt beeinflusst werden kann.
- Abhängigkeit von Drittunternehmen.
- Illusionistische Erwartungen der Unternehmen, v. a. bei einer erstmaligen Externalisierung von IT-Aufgaben, die zu erwartungsgetriebenen (Anbietermarketing, vertriebliche Konferenzvorträge, BITKOM-Lobbyismus) statt zu fundierten und bedarfsgerechten Outsourcing-Entscheidungen führen.
- Schutz des Know-Hows bei der Vergabe von Leistungen an Dritte oft nicht sichergestellt. Auch informelle Kontakte z. B. zwischen Fertigung und Konstruktion, aus denen neue Ideen für Verbesserungen entstehen, werden beim Outsourcing einzelner Prozesse oft unterbunden.
- Wettbewerbsdifferenzierung: Beim Rückgriff auf externe Dienstleister, die prinzipiell auch den Konkurrenten zur Verfügung stehen, vom Wettbewerb zu differenzieren.
- Schlechte Transitions- und Transformations-Planung auf beiden Seiten der Outsourcingparteien, so dass anstatt eines geregelten Übergangs die Probleme über Jahre weiter getragen werden. Dazu gehört auch, dass die Transitionskosten über die Laufzeit „verschmiert“ werden und jedes Serviceelement über Jahre die Transitionsaufwände mittragen muss, was dann bei späteren Benchmarks oft dazu führt, dass unsachgemäße Vergleiche erfolgen.
- Schlecht geplante und unsauber durchgeführte Auswahlprozesse, bei denen der Gewinner faktisch bereits im Vornherein feststeht, so dass es keinen echten Leistungs-Wettbewerb zwischen den einzelnen Anbietern gibt und dadurch Qualitätsmängel bei Laufzeitbeginn offensichtlich werden.
- Unkenntnis des Kunden zu Vertragsthemen, oftmals zu oberflächliches Durcharbeiten von Vertragsinhalten wie SLAs durch die Entscheider, so dass der Wortlaut des Vertrags und der eigentliche Sinn der gemeinten Abreden nicht kongruieren.
- Unsaubere Dokumentation von Assetlisten, so dass die Vertragsgrundlage von vornherein schon zweifelhaft ist und rechtlich anfechtbar wird.
- Kulturunterschiede zwischen Service-Providern und Kunden, die entsprechend zu Missverständnissen führen können und damit erhöhten Kosten.

Ein schwerwiegender typischer Fehler bei der Umsetzung eines Outsourcing-Projektes ist die unzureichende Information der Mitarbeiter, d. h. die verspätete oder unterlassene Planung und Umsetzung von Veränderungsmanagement und Interne Kommunikation. Dadurch entstehende Gerüchte und Szenarien bei den Mitarbeitern erschweren und gefährden das Projekt. Deshalb muss von Beginn an auf eine umfassende, zeitnahe und offene Kommunikation geachtet werden.
Weitere Risiken ergeben sich für das auslagernde Unternehmen durch den möglichen Verlust von internem Know-how im ausgelagerten Unternehmensbereich. Da typischerweise nach einer Auslagerung die Fachkräfteweiterbildung eingeschränkt wird, ist ein späteres Insourcing nur mit erhöhten Aufwänden möglich.

### Tendenzprognose
Die Tendenz zum Outsourcing ist laut Analysten noch nicht an ihrem Höhepunkt angelangt. Dennoch lässt sich zunehmend auch eine Abkehr beobachten. Viele Unternehmen haben festgestellt, dass sich zwar unmittelbar Kosten reduzieren lassen – mittelfristig bzw. langfristig wird es trotzdem teurer. Häufig hatte die Kalkulation Faktoren im Vergleich vernachlässigt oder schlimmstenfalls vergessen.
Die Motivation für Outsourcing verlagert sich zunehmend von einer reinen Kostenorientierung („run my mess for less“) zu einer Qualitäts-, Wachstums- und Innovationsorientierung.

### Alternativen
Wenn ein Unternehmen gleichartige Prozesse aus verschiedenen Bereichen in einer Zentrale zusammenfasst, spricht man von Shared Services.
Die anbietende Stelle oder Abteilung heißt in der Regel „Shared Service Center“, kurz SSC. Die Abteilungen, die ihre Dienstleistungen in Anspruch nehmen, stehen in einer Art Kunden-Lieferanten-Verhältnis zu ihm. Das ist eine Art internes Outsourcing. Wenn zum Beispiel aus Gründen des Datenschutzes ein Outsourcing bestimmter Prozesse ausscheidet, kann das Effizienzsteigerungen bringen. Es gab in letzter Zeit jedoch einige größere Beispiele des Aufkaufs von Shared Services Centers durch externe Service Provider, so dass ein SSC oftmals eine erste Stufe sein kann, um dann später in ein Outsourcing übergeführt zu werden.

### Auswahlkriterien für Service-Provider
Die Wahl des richtigen Service-Providers hängt sehr stark von Marktlage, Größe des Servicenehmers und Art und Beschaffenheit der Serviceelemente ab.
Grundsätzlich spielen jedoch folgende Auswahlkriterien eine Rolle:
- Vertragskonstrukt – Gibt es Manövrierraum für Änderungen während der Laufzeit? Dies ist insbesondere in dynamischeren Industrien wichtig, wohingegen bei eher statischen Organisationen, z. B. Versicherungen oder Behörden hier weniger Flexibilitätsbedarf herrscht, was wiederum andere Kostenaspekte nach sich ziehen kann.
- Geschäftszyklus des Service-Providers. Je nach Marktlage kann es sein, dass bis vor kurzem sehr aggressive Unternehmen die kürzlich akquirierten Geschäfte erst einmal abarbeiten müssen, wodurch sich im Geschäftsgebaren eine gewisse Saturiertheit anmerken lässt.
- Qualität des Kundenbetreuungsteams (Engagement Teams). Hier wird von führenden Outsourcingberatern empfohlen, das Kundenbetreuungsteam namentlich als Vertragsbestandteil zu definieren.
- Kulturelle Passung zwischen Kunden und Service Provider.
- Passung des Finanzmodells – Je nach Geschäftsituation von Kunde und Service-Provider kann eine Vorabzahlung oder eine nachgelagerte Zahlungsverlaufskurve beispielsweise sinnvoller sein.
- Fähigkeiten des Service-Providers in den Ländern, die der Auftraggeber selbst bedient. Gerade bei internationalen Auftraggebern ist es sinnvoll zu überlegen, inwieweit der Service-Provider auch international ähnlich ausgerichtet sein sollte, beziehungsweise wie weit ein Unterauftraggeber bestimmte Geschäftsfelder nahtlos abwickeln kann.
- Passung der Service Level Agreements (SLAs).

## Rechtsfragen
Outsourcing-Verträge laufen für gewöhnlich zwischen zwei und zehn Jahren. Bei dem Outsourcing der Erhebung, Verarbeitung oder Nutzung personenbezogener Daten sind die datenschutzrechtlichen Vorgaben der Datenverarbeitung im Auftrag (Artikel 28 Datenschutzgrundverordnung (DSGVO) bzw. § 62 Bundesdatenschutzgesetz (BDSG)) zu beachten. Die Qualität und Quantität der vom Auftragnehmer zu erbringenden Leistungen werden dabei in so genannten Service Level Agreements festgelegt. Nur ein Teil der Outsourcing-Verträge wird nach dieser Zeit ausschreibungslos verlängert (Analysten schätzen in Deutschland ca. 20 %), meistens findet eine erneute Ausschreibung statt. In geschätzten zwei Dritteln der Fälle handelt es sich dabei aber um ein Benchmarking, das nur die marktgängigen Preise ermitteln soll. Da Outsourcer bei einem Benchmarking sich selten aufgrund kommerzieller Interessen allzu sehr anstrengen, werden als Ausschreibungen getarnte Benchmarks von vornherein auch vom gebenchmarkten Outsourcer kaum ernst genommen. Aufgrund hoher Wechselkosten war in Deutschland ein Wechsel des Anbieters anfangs eher die Ausnahme, ist aber inzwischen häufiger, da aufgrund stärkerer Standardisierung der Prozesse, z. B. dank ITIL die Serviceelemente besser vergleichbar sind. Möglich ist es auch, dass der Outsourcer den Teilbereich wieder ins eigene Unternehmen eingliedert (Backsourcing).

## Sprachkritik
Der Begriff „Outsourcing“ wurde 1996 bei der Wahl des deutschen Unwort des Jahres von der Jury als „Imponierwort, das der Auslagerung/Vernichtung von Arbeitsplätzen einen seriösen Anstrich zu geben versucht“, bezeichnet.